# Badhan
Badhan – miasto w północnej Somalii; w regionie Sanaag; 7 322 mieszkańców (2005). Jest stolicą okręgu Badhan. Terytorium sporne między Somalilandem a Puntlandem. W latach 2007–2009 było stolicą nieuznawanego państwa Maakhir.